# George C. Homans
Pour les articles homonymes, voir Homans.
George Caspar Homans (né le 11 août 1910 à Boston – mort le 29 mai 1989 à Cambridge) est un sociologue américain, professeur à l'université Harvard. Il a travaillé sur les rapports sociaux dans des petits groupes et a développé la théorie de l'échange social.

## Famille et éducation
George C. Homans est né à Boston le 11 août 1910, fils de Robert et Abigail (Adams) Homans, arrière-arrière-petit-fils de John Quincy Adams, sixième président des États-Unis et arrière-arrière-arrière-petit-fils de John Adams, le deuxième président des États-Unis.
En 1928, il entre à l'université d'Harvard pour étudier la littérature américaine et anglaise. Il rejoint par la suite un groupe de discussion de la communauté sociologique de Pareto qui influencera par la suite ses contributions scientifiques.

## Contributions scientifiques
Son ouvrage majeur "Social Behavior: Its Elementary Forms" (selon la traduction française "Formes élémentaires de comportement social") écrit en 1961 et réécrit en 1974, pose les principes comportementales de l'individu au sein du groupe ou d'un réseau social en théorisant les unités élémentaires relationnelles. Il défend une théorie où la base de l'interaction humaine s'initie selon un intérêt individuel et par conséquent, il n'existe pas une tendance humaine universelle à se grouper. Le comportement individuel régit selon son intérêt propre est à la base de toute relation interindividuelle et action collective.
Son champ d'expérimentation se limite au groupe de petite taille selon une approche sociologique (observation des interactions en face-à- face, durée, fréquence à leur ordre et le caractère positif et négatif). Il analyse plusieurs aspects du comportements dont notamment l'équité, la satisfaction, l'influence et la conformité. De même, il a expérimenté les mécanismes psychologiques et économiques des individus en situation de récompenses et de punitions/sanctions. Ses travaux ont ouvert la voie aux recherches lié au sentiment de justice dans les relations sociales et à la théorie du choix rationnel.

## Publications
- English Villagers of the Thirteenth Century , 1941
- The Human Group, 1950
- « Social Behavior as Exchange. » American Journal of Sociology 63:597-606, 1958
- Social Behavior: Its Elementary Forms 1961 édition revue, 1974
- Coming to My Senses: The Autobiography of a Sociologist, 1984
- Certainties and Doubts, 1987